# HD 93250
HD 93250 ist einer der massereichsten Sterne, die derzeit bekannt sind. Seine Masse liegt gegenwärtig bei ca. 118 M☉. HD 93250 gehört zum offenen Sternhaufen Trumpler 16 (Tr 16) im Sternbild Carina. Seine Spektralklasse wird mit O4 III(fc) bzw. O3.5 V((f+)) angegeben. HD 93250 ist unter den Sternen mit Spektralklasse O im Carina Nebel die stärkste Röntgenquelle.

## Einzel- oder Doppelstern
Es ist unsicher, ob es sich bei HD 93250 um einen Einzel- oder einen Doppelstern handelt. Gemäß den folgenden beiden Quellen handelt es sich wohl um einen einzigen Stern. Laut dieser Quelle handelt es sich bei HD 93250 aber um ein Doppelsternsystem mit 2 Sternen der Spektralklasse O. Die geschätzten Massen der beiden Sterne betragen 47 bzw. 43 M☉.

## Bezeichnung
Die Katalogbezeichnung HD 93250 setzt sich wie folgt zusammen:
- HD: Der Stern ist im Henry-Draper-Katalog aufgeführt.
- 93250: eine Laufnummer aus dem Katalog.